# Фридрих Моос
Карл Фридрих Кристиан Моос (на немски: Carl Friedrich Christian Mohs, 29 януари 1773, Гернроде, Германия – 29 август 1839, Агордо, Италия) е германски геолог и минералог. Създател на таблица за относителна твърдост на минералите (1812), наречена в негова чест Скала на Моос.
Следва химия, математика и физика в Университета „Мартин Лутер“ в Хале и минно дело в Минната академия във Фрайберг, Саксония. За кратко работи като ръководител в мина, след което през 1802 г. е поканен в Австрия да класифицира и опише частна колекция от минерали. От 1812 г. е професор по минералогия в Грац и през този период създава сравнителната таблица за твърдост. От 1818 преподава в своята алма матер във Фрайберг, като оглавява катедрата на своя учител проф. Вернер, а от 1826 е професор във Виена.

## Научна дейност
При съставянето на таблицата за относителната твърдост на минералите Фридрих Моос изхожда от физическите им характеристики (форма, твърдост, крехкост, специфично тегло). Този подход се е отличавал от преобладаващите по това време опити минералите да се систематизират по химичния им състав. Подходът на Моос обаче съвсем не е нов – методът за определяне на твърдостта чрез надраскване е описан още в древността от Теофраст в трактата си „За камъните“ (ок. 300 г. пр.н.е.) и от Плиний Стари в „Естествена история“ (ок. 77 г. н.е.), които сравнявали твърдостта на известните им минерали, сред които кварц и диамант. Методът за оценка на относителната твърдост на минералите се използва и до днес и е особено полезен при полеви условия.
През 1822 г. Моос публикува „Концепция за кристалните системи“, която разработва едновременно, но независимо от Кристиан Самуел Вайс.
През 1812 г. е избран за член-кореспондент на Пруската академия на науките, а през 1822 г. е избран за член на академия „Леополдина“.
Моос умира в градчето Агордо, по време на пътуването си до Италия през 1839 г. и по-късно е погребан на Централните виенски гробища.
В негова чест на наречени улици във Виена и в Грац. В родния му град Гернроде му е издигнат паметник.

## Трудове
- Versuch einer Elementar-Methode zur naturhistorischen Bestimmung und Erkennung von Fossilien (1812);
- Grundriß der Mineralogie, 2 Teile, Dresden (1822-24);
- Leichtfaßliche Anfangsgründe der Naturgeschichte des Mineralreiches (1832).